# Pollestres
Pollestres (katalanisch gleichlautend) ist eine französische Gemeinde mit 5489 Einwohnern (Stand: 1. Januar 2022) im Département Pyrénées-Orientales in der Region Okzitanien. Sie gehört zum Arrondissement Perpignan und ist Teil des Kantons Les Aspres. Die Einwohner heißen Pollestrencs.

## Geographie
Durch die Gemeinde fließt der Réart, in den hier die Canterrane mündet. Umgeben wird Pollestres von den Nachbargemeinden Perpignan im Norden, Villeneuve-de-la-Raho im Osten, Montescot im Südosten, Bages im Süden, Ponteilla im Westen und Canohès im Nordwesten.
Durch die Gemeinde führt die Autoroute A9.

## Bevölkerungsentwicklung
| 1962                       | 1968 | 1975 | 1982 | 1990 | 1999 | 2006 | 2011 |
| -------------------------- | ---- | ---- | ---- | ---- | ---- | ---- | ---- |
| 859                        | 1006 | 1450 | 2433 | 3019 | 3623 | 3884 | 4565 |
| Quellen: Cassini und INSEE |      |      |      |      |      |      |      |

## Sehenswürdigkeiten
- Kirche Saint-Martin, im 11. und 12. Jahrhundert erbaut, mit Anbauten aus dem 15. Jahrhundert, Monument historique seit 1973

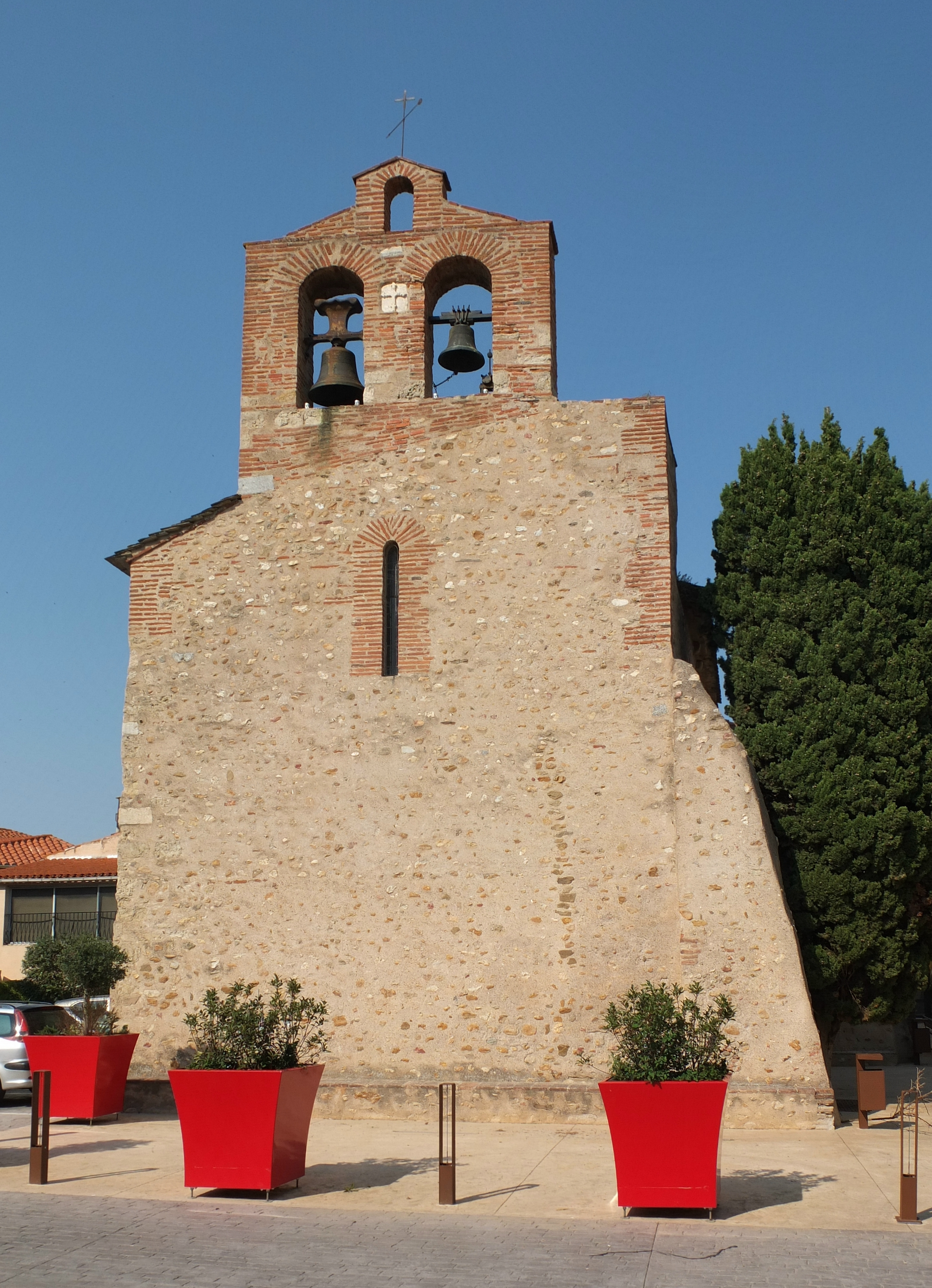
Kirche Saint-Martin
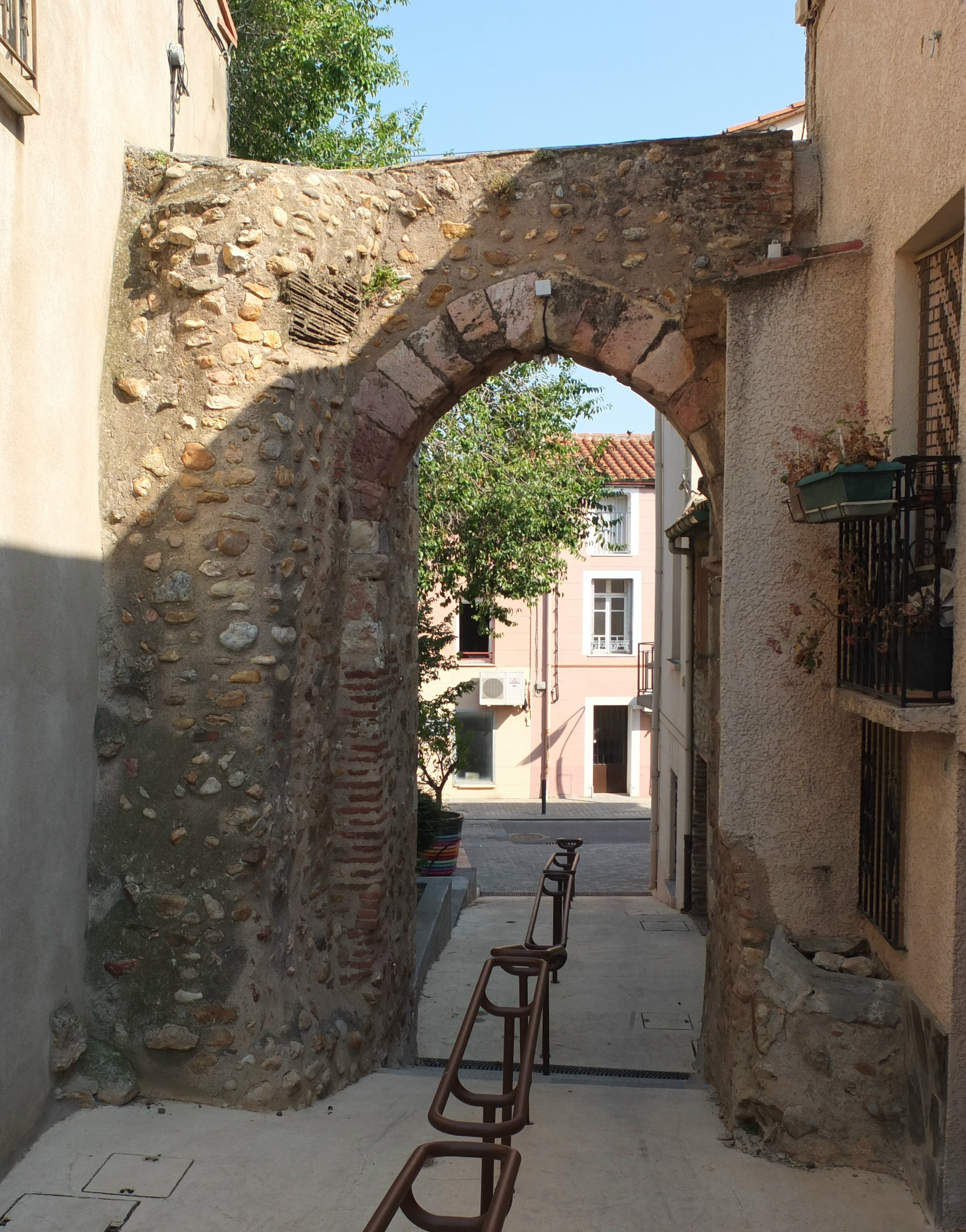
Mittelalterliches Stadttor

## Wirtschaft
Die Gemeinde liegt in den Weinbaugebieten Rivesaltes und Côtes du Roussillon. Hier wird unter anderem der Muscat de Rivesaltes angebaut.